# Paluu tulevaisuuteen
Paluu tulevaisuuteen (in finlandese "Ritorno al futuro") è un singolo di JVG pubblicato il 31 dicembre 2015 dalla PME Records.
Il singolo ha raggiunto la prima posizione in Finlandia nella classifica dei brani più venduti e scaricati.

## Tracce
1. Paluu tulevaisuuteen – 3:20

## Classifiche
| Classifica           | Massima posizione |
| -------------------- | ----------------- |
| Finlandia            | 1                 |
| Finlandia (download) | 1                 |
| Finlandia (radio)    | -                 |